# 아픈 건물 증후군
아픈 건물 증후군( - 建物 症候群, 영어: sick building syndrome, SBS) 또는 새집증후군은 생활 터전인 집이나 사무실 같은 건물 환경에 의한 여러 병적 증상들을 일컫는다. 1983년 세계보건기구(WHO) 보고서는 새 건물이나, 개보수된 건물의 30% 정도가 새집증후군의 발생과 연관됐을 것이라고 말했다. 대부분의 새집증후군은 실내 공기 질(indoor air quality)과 관련돼 있다.
새집증후군의 주원인은 환기 및 냉난방(HVAC, heating, ventilation, and air conditioning) 시스템의 결함이다. 다른 이유로는 건축 자재, 휘발성 유기 화합물(VOC)과 포름알데히드, 곰팡이에서 배출되는 오염 물질과 부적절한 배기, 환기 시설에서 찾을 수 있다.
새집증후군을 막기 위해서는 바깥의 비교적 상쾌한 공기와 실내 공기를 자주 바꿔주어야 한다. 그러나 건물을 설계할 단계부터 고려해 새집증후군의 발생 원인을 없애는 노력이 필요하다. 따라서 녹색 건물(green building)의 목표에는 휘발성유기화합물(VOC)을 적게 사용하고, 알레르겐과 곰팡이를 증가시키는 여건을 줄이는 것이 포함돼야 한다.

## 같이 보기
- 공기청정기
- 청정실
- 실내 공기질
- NASA 공기 청정 연구
- 미세먼지
- 리모델링
- 신체화 장애
- 선풍기 사망설